# Nepaliseta mirabilis
Nepaliseta mirabilis är en tvåvingeart som beskrevs av Barraclough 1995. Nepaliseta mirabilis ingår i släktet Nepaliseta och familjen Ctenostylidae.
Artens utbredningsområde är Nepal. Inga underarter finns listade i Catalogue of Life.